# Bracon angelesius
Bracon angelesius är en stekelart som beskrevs av Léon Abel Provancher 1888. Bracon angelesius ingår i släktet Bracon och familjen bracksteklar. Inga underarter finns listade.